# Sonzacate
Sonzacate é uma cidade de El Salvador, no departamento de Sonsonate. População: 12.219 habitantes (1992).

## Transporte
O município de Sonzacate é servido pela seguinte rodovia:
- CA-12, que liga o município de Metapán (Departamento de Santa Ana) (e a Fronteira El Salvador-Guatemala, na cidade de Concepción Las Minas) à cidade de Acajutla (Departamento de Sonsonate)
- CA-8A, que liga o município à cidade de Sonsonate
- SON-08  que liga a cidade ao município de Salcoatitán
- SON-34  que liga a cidade de Izalco ao município de Nahulingo
- SON-13  que liga a cidade ao município de Izalco
- SON-38  que liga a cidade de Sonsonate ao município de Nahuizalco [1]